# Carl Fredrik Reuterswärd

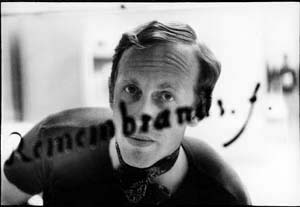
Carl Fredrik Reuterswärd, 1964

Carl Fredrik Reuterswärd (* 4. Juni 1934 in Stockholm; † 3. Mai 2016 in Landskrona) war ein schwedischer Maler und Bildhauer.

## Leben
Reuterswärd wurde 1934 in Stockholm geboren. 1952 studierte er im Pariser Atelier von Fernand Léger. In den 1960er Jahren nahm er an zahlreichen Ausstellungen und Veranstaltungen im Moderna Museet in Stockholm teil. Von 1965 bis 1969 lehrte er an der Academy of Fine Arts in der schwedischen Hauptstadt. Etwa zur selben Zeit begann er auch erste Experimente mit Lasertechnik und Holografie, die er später unter anderem im Rahmen des Projekts Kilroy Project auch in seine Arbeiten einfließen ließ. 1974 war er Gastprofessor am Minneapolis College of Art and Design in Minneapolis. Ab 1977 porträtierte Reuterwärd zahlreiche Persönlichkeiten, mit denen er befreundet war, darunter Salvador Dalí, Francis Bacon oder Jean-Paul Sartre. Nach einem Schlaganfall 1989 war seine rechte Hand gelähmt und er schulte um auf links.

## Werke (Auswahl)

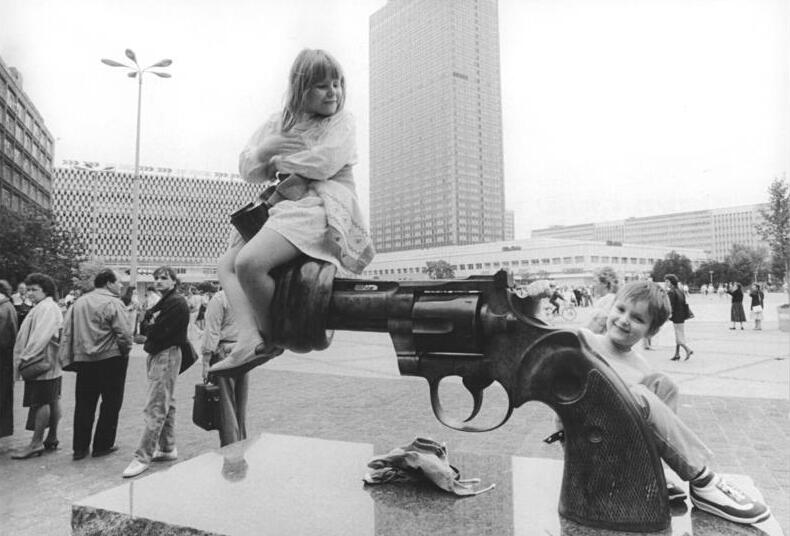
1990: Non Violence auf dem Berliner Alex

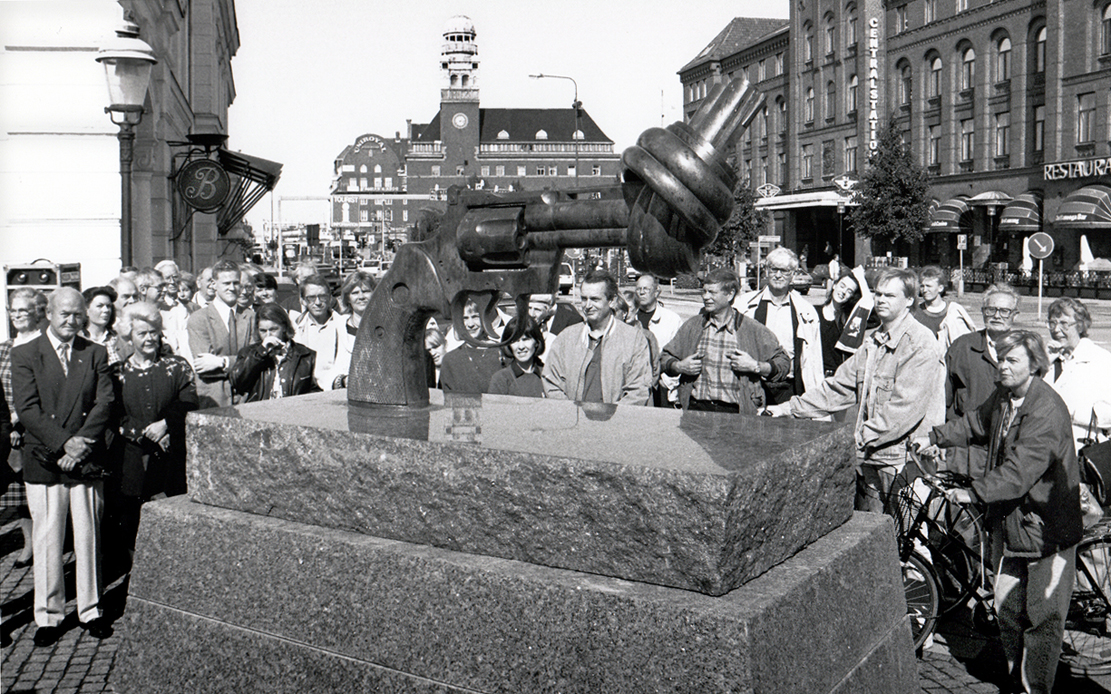
1992: Einweihungsfeier der Skulptur Non violence in Malmö

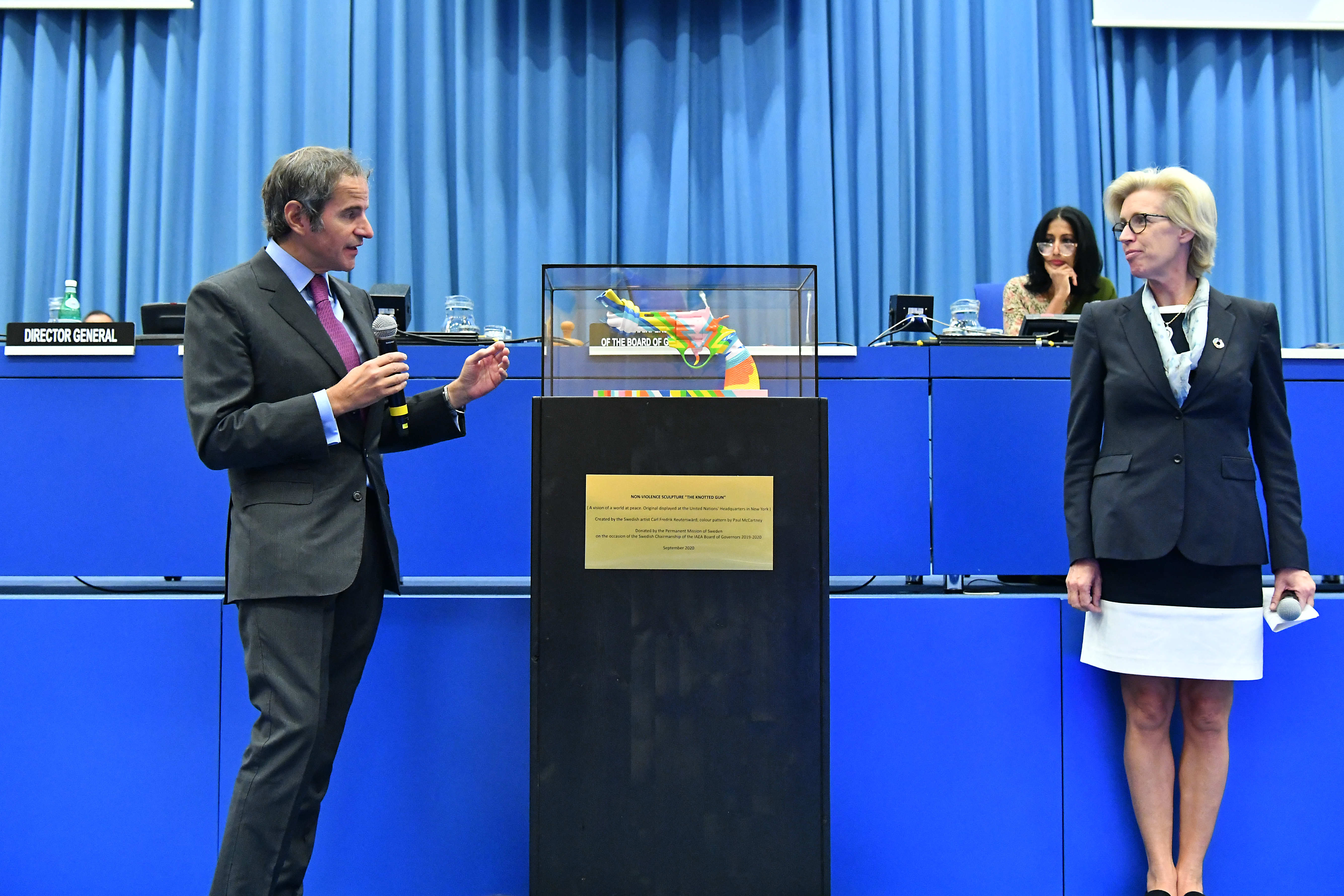
2020: Der schwedische Botschafter übergibt dem IAEA eine weitere im Auftrag von Paul McCartney gefertigte Friedensskulptur

Non Violence ist Reuterswärds bekanntestes Werk. Es handelt sich um eine überdimensionale Bronzeskulptur eines Revolvers mit verknotetem Lauf, was sehr anschaulich das Sujet keine Gewalt wiedergibt. Inspiriert zu dieser Idee wurde Reuterswärd nach dem Tod seines Freundes John Lennon. Die ersten drei Abgüsse wurden vor dem UN-Hauptquartier in New York (1984), in Luxemburg (1988) und im schwedischen Malmö (1992) aufgestellt. Im Laufe der Jahre folgten stetig weitere Abgüsse, die inzwischen an mehr als 30 Orten in der Welt stehen, darunter auf dem Alexanderplatz in Berlin, vor dem Parlamentsgebäude in Mariehamn, in Caen, Göteborg, Marl, Stockholm, Los Angeles und Peking.
Die 4,50 m hohe Skulptur Take Care of the Earth (dt.: Kümmere dich um die Erde) symbolisiert eine gewaltige Explosion direkt aus der Erde und stellt zugleich ein Ausrufezeichen dar.
Non Violence

Non-Violence (The Knotted Gun) in New York City
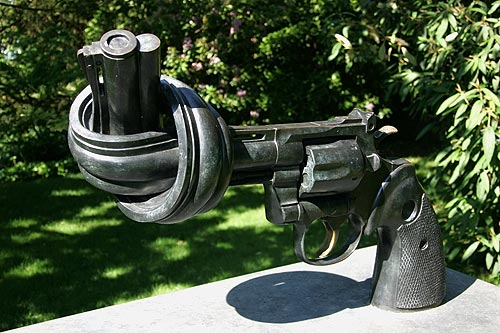
Non Violence in Lausanne
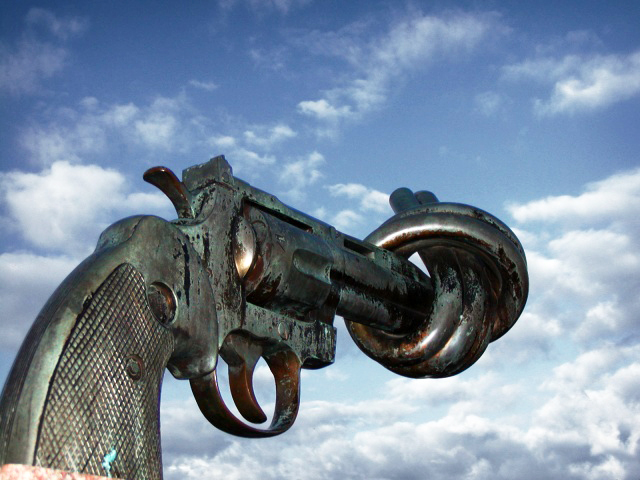
Non Violence in Malmö
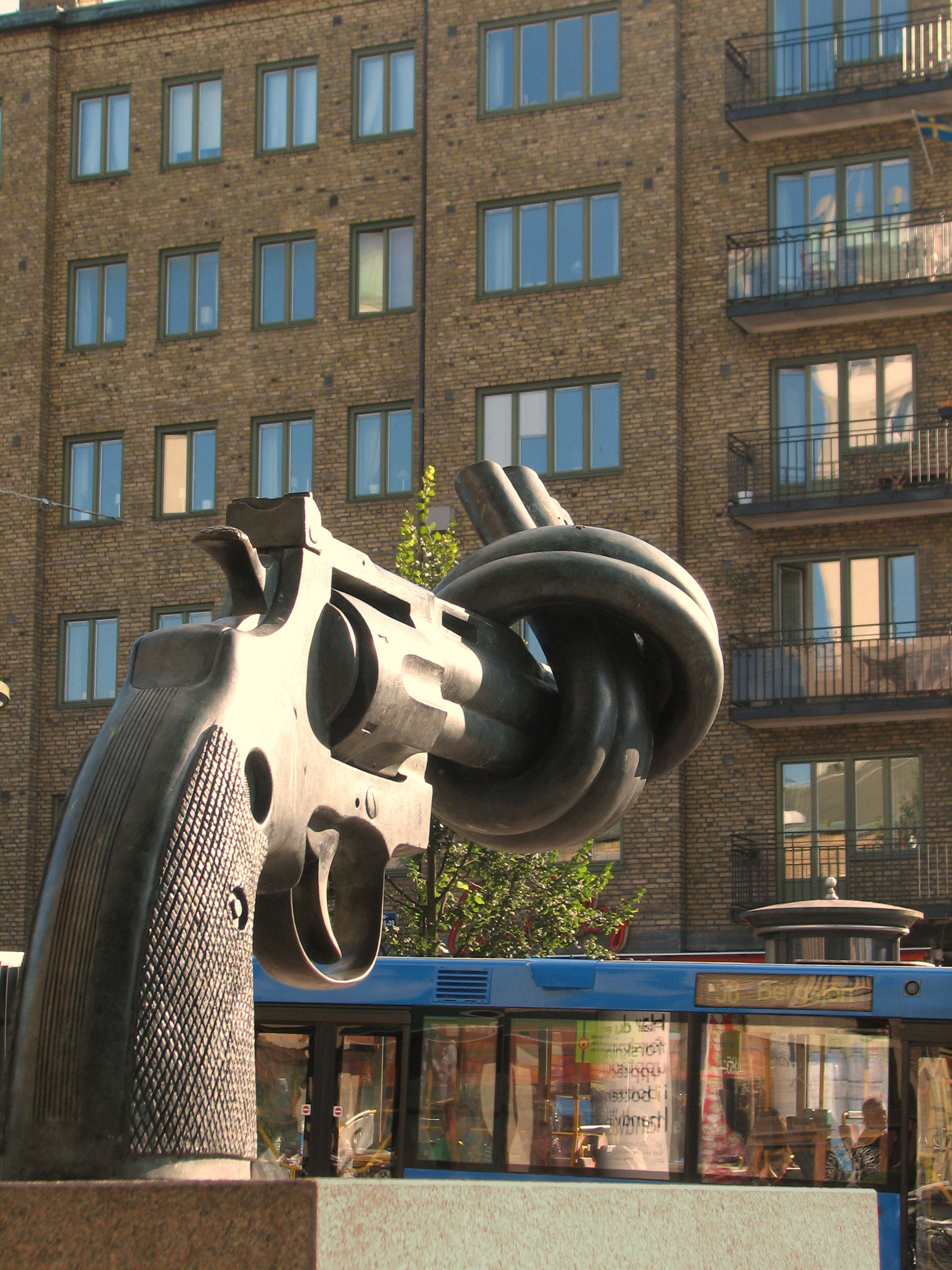
Non Violence in  Göteborg
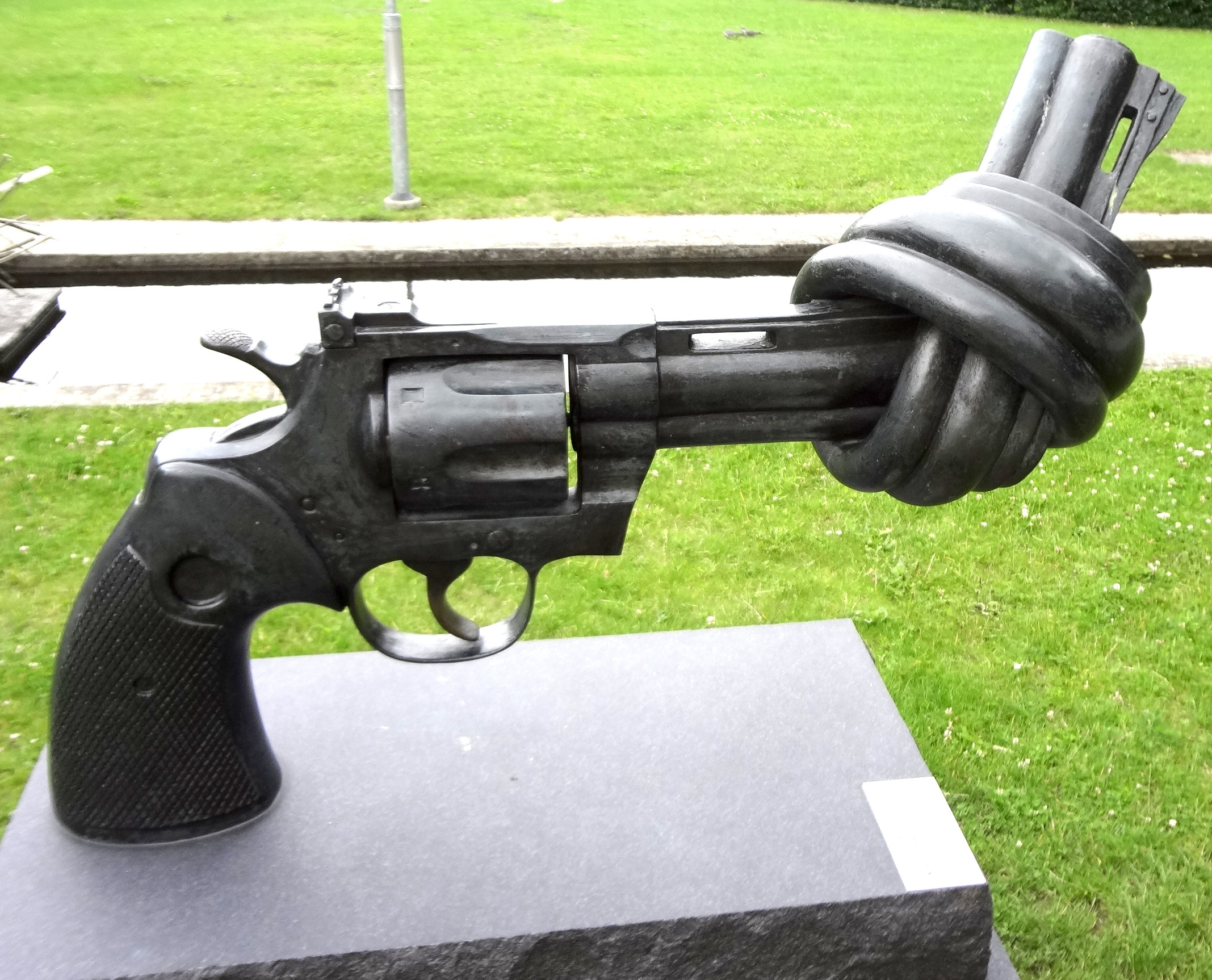
Non Violence in Lund
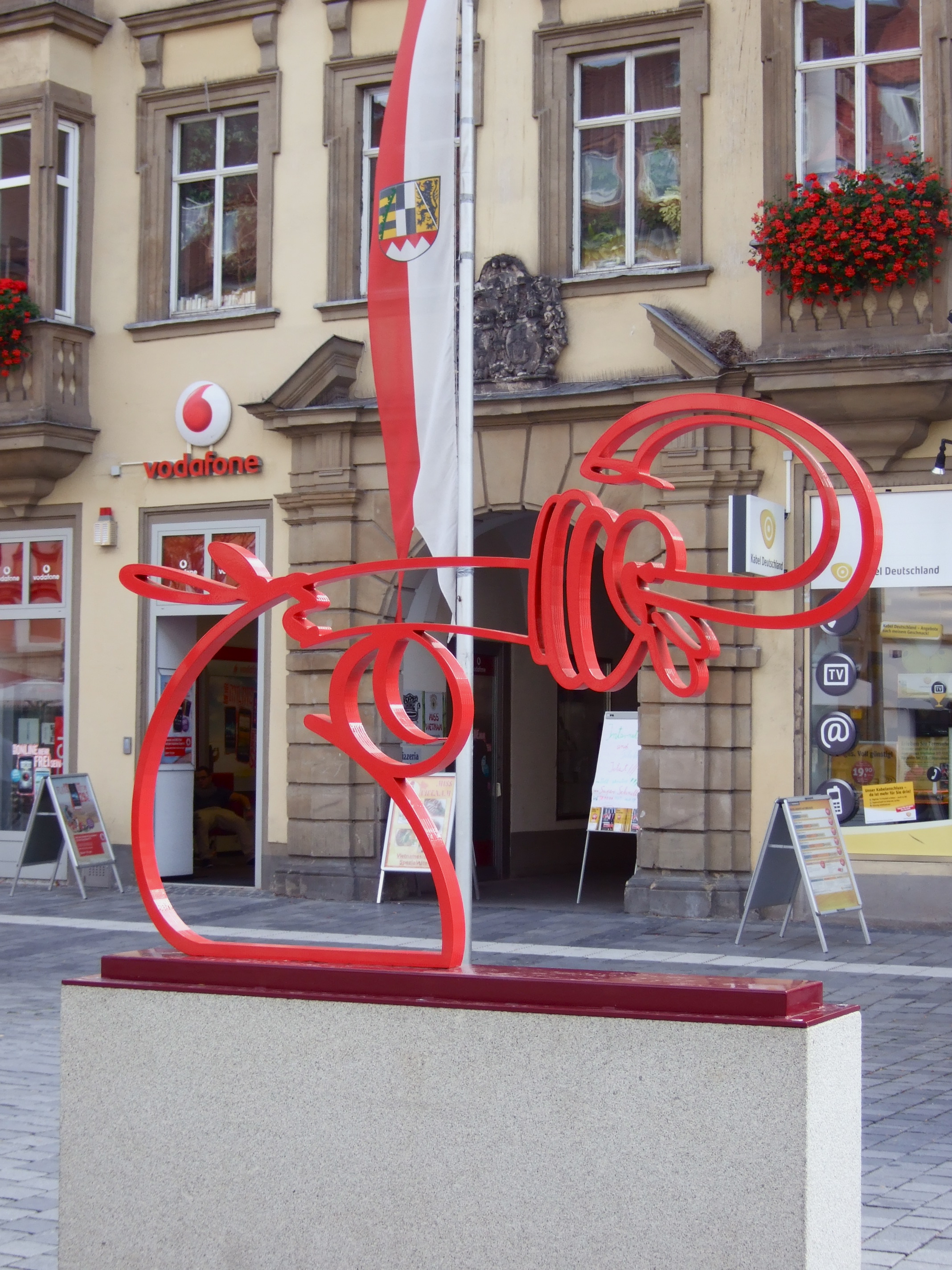
Non Violence in Bayreuth

Weitere Werke

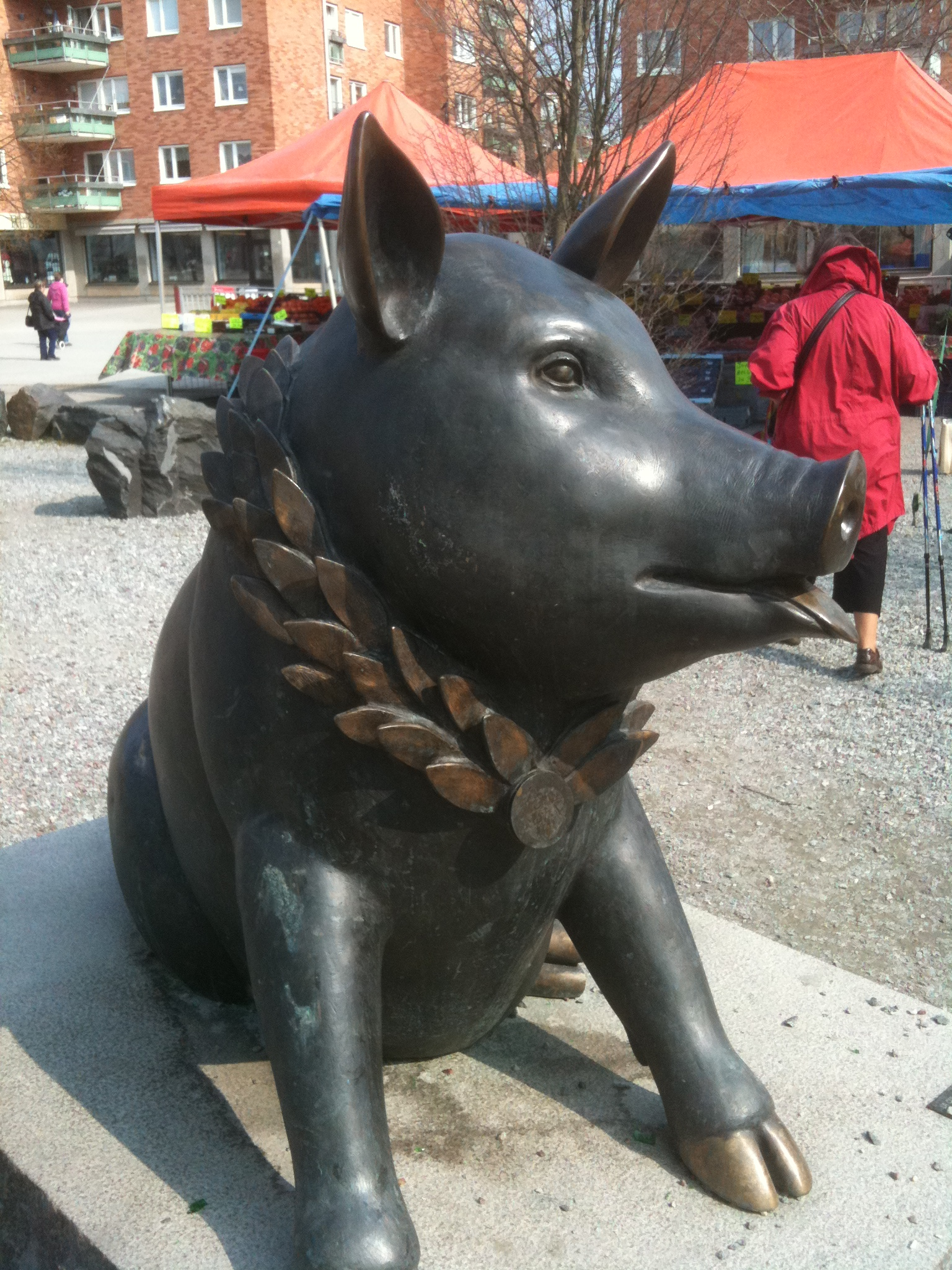
2011: La culture est moi! (dt.: Die Kultur bin ich)
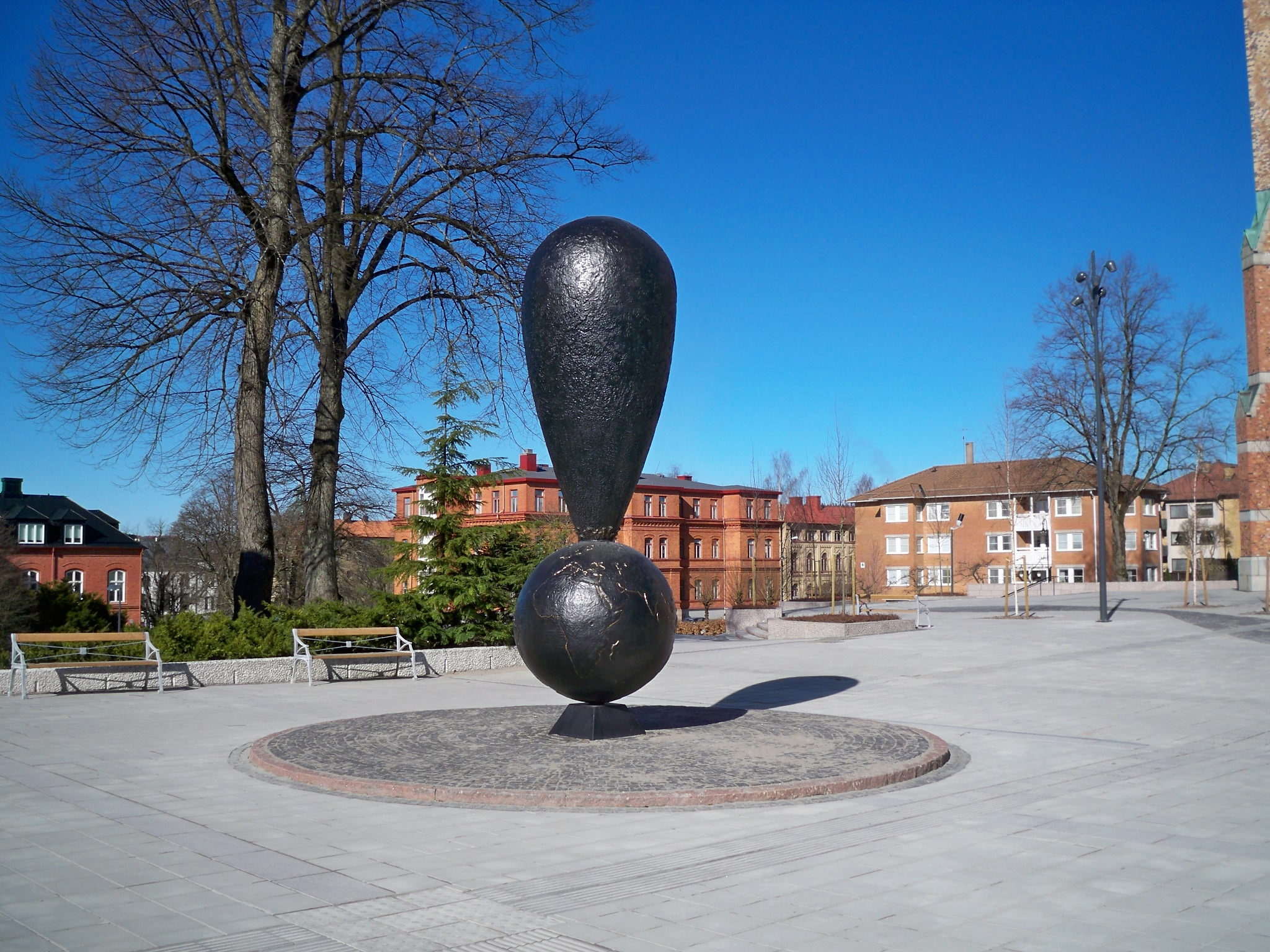
2011: Take Care of the Earth in Borås
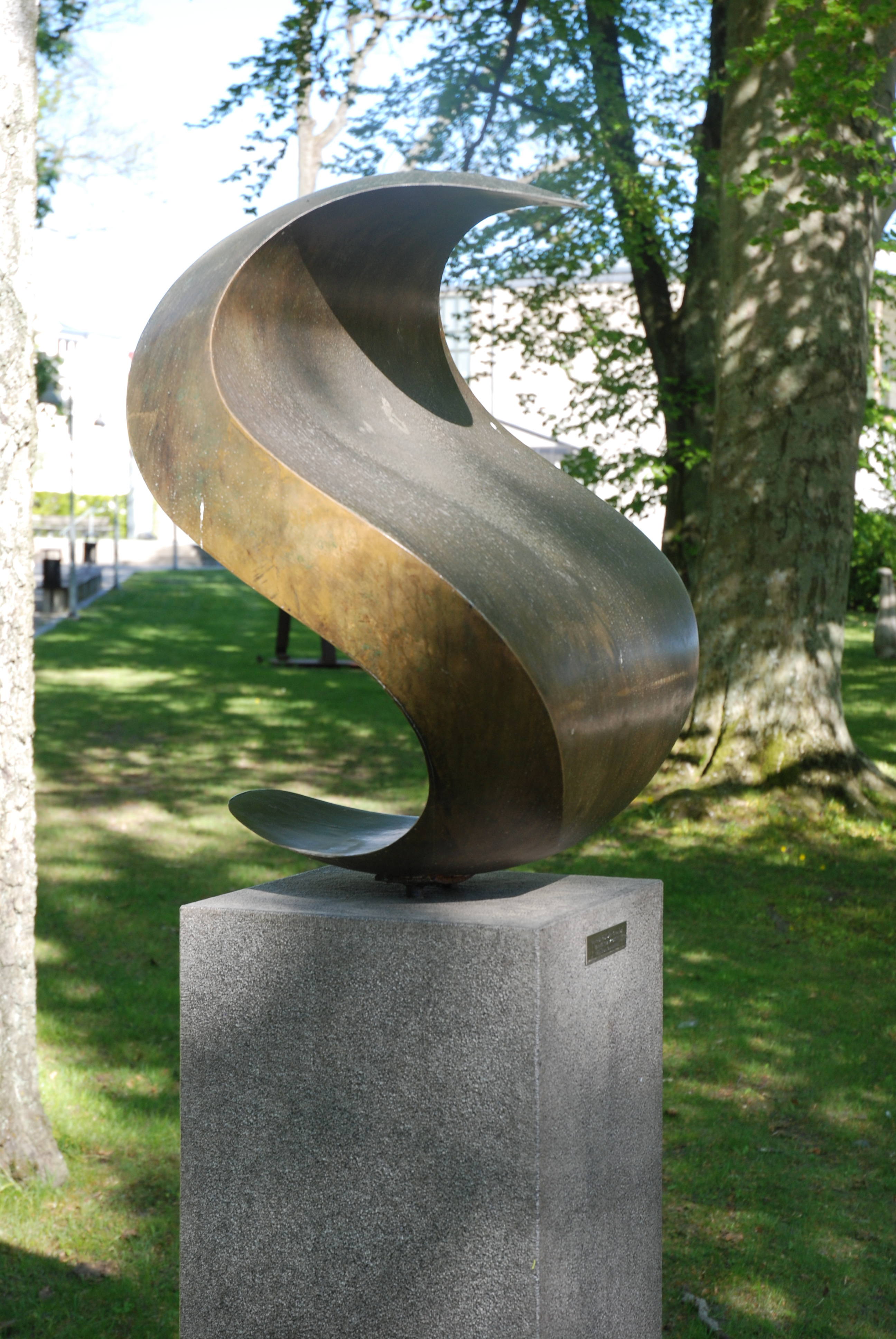
1991: Yin och Yang (dt.: Yin und Yang) im Skissernas museum in Lund

## Ausstellungen (Auswahl)
Anlässlich der Ausstellung einer Schenkung von mehr als 300 Graphiken und Zeichnungen seines Œuvre an das Kunstmuseum Bayreuth realisierte Reuterswärd auch dort eine Non-Violence-Skulptur, die seit dem 3. April 2011 auf dem Marktplatz (Maximilianstraße) steht.
Im Jahre 2013 schenkte er (zusammen mit zwei weiteren schwedischen Künstlern) eine größere Anzahl von Zeichnungen, Gemälden und Skulpturen dem Sprengel-Museum Hannover, das nunmehr die bedeutendste Sammlung seiner Kunst beherbergt.
Weitere Ausstellungen seiner Werke gab es unter anderem im Moderna Museet sowie im Pariser Centre Pompidou.

## Rezeption
2013 ließ die deutsche Aktion Aufschrei – Stoppt den Waffenhandel!  vor dem Berliner Reichstag aus Protest einen entknoteten Revolver in Anlehnung an Reuterwärds Werk Non Violence aufstellen.

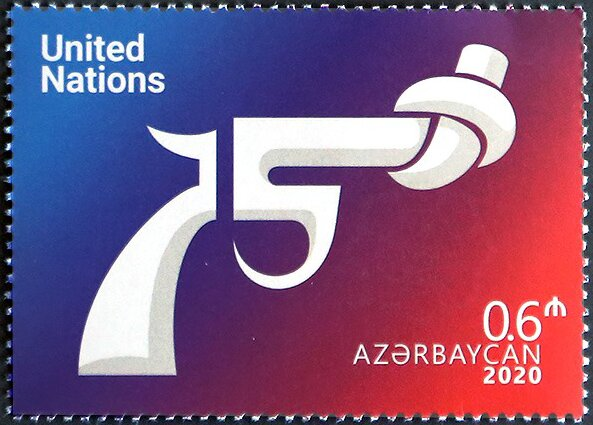
Briefmarke von Aserbaidschan

Zum 75. Jahrestag der Gründung der Vereinten Nationen erschien 2020 in Aserbaidschan eine Briefmarke mit Reuterwärds „verknotetem Revolver“.